# Bundesarbeitsgemeinschaft Trauerfeier
Die Bundesarbeitsgemeinschaft Trauerfeier e.V. (BATF) ist ein Verein von und für Trauerrednern und Trauerrednerinnen. Er versteht sich als bundesweiter Berufsverband für nichtkirchlich und nichtreligiös gebundene, freie Trauerredende. Der Verband soll der Vernetzung, dem Austausch und der Weiterbildung der Mitglieder dienen und fungiert auch als Ansprechpartner für Anfragen zum Thema Trauerfeier und Trauerrede für Medien und Kooperationspartner. Die BATF unterhält eine Webseite und ein internes Mitgliedermagazin. Der Verein hat zurzeit ca. 85 Mitglieder. Regelmäßig werden neue Mitglieder aufgenommen. Sitz des Vereins ist der jeweilige Ort des 1. Vorstands, derzeit Berlin. Der Verein ist registriert beim Amtsgericht Berlin-Charlottenburg.

## Geschichte
Die BATF wurde 1996 in Bremen gegründet. Sie ist der erste und einzige gesamtdeutsche Zusammenschluss von Trauerredenden. Sie umfasst Mitglieder aus ganz Deutschland.

## Struktur
Die Struktur der BATF weist die für Vereine vorgeschriebene Struktur auf. Es gibt eine Satzung, der gemäß ein Vorstand von den Vereinsmitgliedern auf einer Mitgliederversammlung für zwei Jahre gewählt wird. Der Vorstand besteht aus einem 1. Vorstand, einem 2. Vorstand, einem Kassenwart, einem Schriftführer, und zwei Beisitzern. Zweimal im Jahr lädt der Vorstand die Mitglieder zu einem Treffen mit Mitgliederversammlung ein. Auf diesen Treffen, die möglichst zentral in Deutschland, derzeit in Bebra stattfinden, wird neben den formellen Mitgliederversammlungen und dem informellen Austausch auch Gelegenheit zu Fortbildungsseminaren gegeben.